# Elisabeth Boubelová
Elisabeth Boubelová rozená Würflová (Würfel) (8. dubna 1916 Teplice– ?) byla československá sportovní plavkyně německé národnosti, účastnice olympijských her 1936.
Závodnímu plavání se věnovala v Teplicích v německém sportovním klubu DSK Teplitz-Schönau. V polovině třicátých let dvacátého století patřila k nejrychlejším plavkyním na 200 m prsa v Československu. V roce 1934 byla v předběžné nominaci na mistrovství Evropy v německém Magdeburgu.
V roce 1936 se vdala za vodního pólistu Leška Boubelu a přestoupila do jeho domovského klubu ČPK Praha. Přestup z německého klubu se neobešel bez komplikací. Dostala od německého plaveckého svazu v Československu roční zákaz startu, který zrušilo až odvolání k Československému plaveckému svazu. Jako nová členka klubu ČPK startovala na olympijských hrách v Berlíně, kde na 200 m prsa nepostoupila z rozplaveb do dalších bojů.
V roce 1937 se s manželem přestěhovala za prací do Brna a pravděpodobně kvůli mateřským povinnostem ukončila záhy sportovní kariéru.